# Villalaco
Villalaco é um município da Espanha na província de Palência, comunidade autónoma de Castela e Leão, de área 18,02 km² com população de 74 habitantes (2004) e densidade populacional de 4,11 hab/km².

## Demografia
| Variação demográfica do município entre 1991 e 2004 | Variação demográfica do município entre 1991 e 2004 | Variação demográfica do município entre 1991 e 2004 | Variação demográfica do município entre 1991 e 2004 |
| --------------------------------------------------- | --------------------------------------------------- | --------------------------------------------------- | --------------------------------------------------- |
| 1991                                                | 1996                                                | 2001                                                | 2004                                                |
| 99                                                  | 90                                                  | 75                                                  | 74                                                  |